# Kedungbacin
Kedungbacin is een bestuurslaag in het regentschap Blora van de provincie Midden-Java, Indonesië. Kedungbacin telt 1832 inwoners (volkstelling 2010).